# Lugagnano Val d’Arda
Lugagnano Val d’Arda – miejscowość i gmina we Włoszech, w regionie Emilia-Romania, w prowincji Piacenza.
Według danych na rok 2004 gminę zamieszkiwało 4195 osób, 77,7 os./km².